# Acanthoctenus kollari
Acanthoctenus kollari is een spinnensoort in de taxonomische indeling van de kamspinnen (Ctenidae).
Het dier behoort tot het geslacht Acanthoctenus. De wetenschappelijke naam van de soort werd voor het eerst geldig gepubliceerd in 1939 door Eduard Reimoser.